# 양귀비 (당나라)
양귀비(楊貴妃, 719년 6월 26일 ~ 756년 7월 15일)는 당 현종의 후궁이자 며느리이다. 서시, 왕소군, 우희와 함께 고대 중국 4대 미녀들 중 1명으로 손꼽히는 인물이다.

## 이력
그녀의 성은 양(楊)이고 이름은 옥환(玉環)이며, 귀비는 황비으로 순위를 나타내는 칭호이다.
벽화 등 그림에서 유추해보면, 당시 미인의 표준으로 실제로는 풍만한 여성이었다. 또한, 재주가 뛰어나 비파를 비롯한 음악과 무용에 큰 재능을 가지고 있던 것으로도 알려졌다. 양귀비가 푸른 눈을 가지고 있다. 안녹산과 마찬가지로 색목인 출신이다라는 설도 있으나 이것은 확실한 설도 아니며 후대 학자들의 상상과 추측에서 나온 이야기이다. 돌궐과의 전쟁 50년 이후 돌궐 제2제국이 나타나면서 서역 지역은 다시 돌궐 영향권으로 편입되었기 때문에 시기적으로도 색목인들이 당나라에서 사는 경우는 매우 드물었기 때문이다.
당 현종 이융기에게 총애를 받았지만, 그것이 과도하여 끝끝내 안녹산과 사사명이라는 두 호족 세력 무장 대표가 공동 주도하여 반란을 획책한 이른바 안사의 난이 발발하는 원인이 되었고 이 역사적 사건의 배경을 경국지색(傾國之色)이라고도 부른다.
서시, 왕소군, 우희와 아울러 중국의 4대 미인 중 한 사람이라 일컬어진다.

## 생애

### 출생

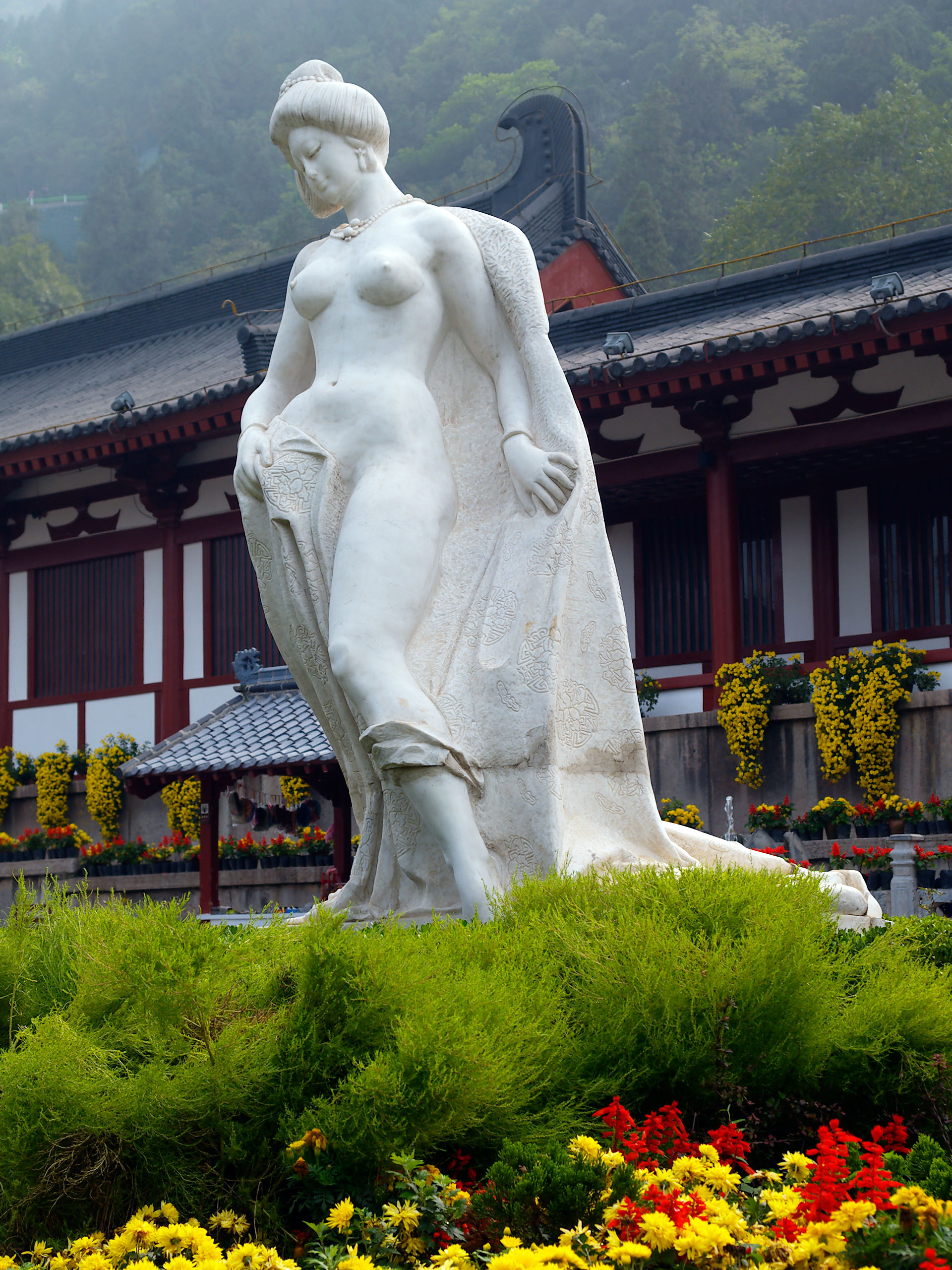
시안시 근교 화청지 안의 양귀비 석상

양옥환(楊玉環)은 719년 당 현종 집권 초기에 쓰촨성 촉주(蜀州)(현 두장옌 시)에서 태어나 포주(蒲州)의 영락(永樂)(현 산서성 융지시)에서 자랐다. 양옥환의 고조부인 양왕(楊汪)은 수 양제 양광이 통치하던 시대에 중신이었다. 수나라의 멸망 이후 정나라의 왕세충을 모시고 살았다. 621년 당에 의해 왕세충이 패배할 때 양왕도 살해됐다. 양왕은 원래 산서성 화현(현 웨이난시) 출신이었는데, 양왕 일가는 용락(현 윈청시)에 이주해 기반을 다졌다.
양옥환의 아버지 양현염(楊玄琰)은 촉주에서 호구를 조사하는 하급관리였고, 양현염의 가족은 양현염과 촉주로 이사했다. 양현염은 아들이 없었고, 양옥환과 양옥환의 언니를 세 명 낳았다. 양현염은 양옥환이 어렸을 때 죽어서 양옥환은 하남성 낙양에서 하급관리로서 근무하던 숙부 양현교(楊玄璬) 슬하에서 자랐다. 숙부는 가정교육에 엄격해 사서삼경을 가르치고 많은 시문을 외우게 했는데, 총명했던 양옥환은 숙부 집에 있던 기생 출신 하녀에게서 호선무(胡旋舞)를 몰래 배웠다. 당시 감찰어사를 맡던 양옥환의 친척 양신명(楊愼名)과 양신명의 처는 양옥환을 자신들의 집에서 열리는 연회에 자주 초청했는데, 연회의 손님들 중에는 당 중종 이현의 딸 장녕공주도 있었다. 장녕공주의 첫 번째 남편 양신교는 본래 양옥환과 같은 홍농 양씨 출신이었는데 마침 장녕공주와 양신교 사이에서 태어난 아들 양회가 당 현종 이융기가 가장 총애하는 딸 함의공주(咸宜公主)와 혼인하게 되었다. 장녕공주는 이 혼례에서 빼어난 미모로 소문난 양옥환에게 들러리를 부탁했고, 양옥환은 함의공주와 가까이 지내게 되었다. 함의공주처럼 혜비 무씨(惠妃 武氏)의 소생이었던 제13황자 이모(李瑁)는 양옥환의 미모에 매료됐고, 함의공주의 주선으로 무씨도 양옥환을 마음에 들어 해 이융기에게 양옥환을 이모의 비로 달라고 청했다. 무씨는 측천무후 무조(武曌)의 조카라는 이유로 황후에는 봉해지지 못했지만, 이융기에게서 가장 큰 총애받는 후궁이었기에 이융기는 무씨가 한 부탁을 들어주었다.

### 입궁과 수도
733년 개원 23년 16세 양옥환은 이모와 혼인했다. 이모는 무씨와 이임보의 후원으로 황태자에 추천됐으나, 무씨 사망 후 익년 환관 고력사(高力士)의 추천으로 이여(李璵)가 황태자로 책봉됐다.
무씨 사망 후 실의에 빠진 이융기를 위로하고자 고력사는 무씨와 닮은 양옥환이 이모와 화청지(華淸池)로 피서한다는 사실을 알고 이융기에게 화청지로 가라고 권했다. 그 날 이후로 무씨를 닮은 미모에 시와 노래까지 능한 양옥환에게 감정이 생긴 이융기는 고력사와 이 일을 상의했다. 고력사는 양옥환을 만나 이융기의 의중을 암시했고, 이융기는 양옥환을 화산의 도사로 출가시켜 아들인 이모에게서 떼어놓고 궁내에 도교 사원인 태진궁(太眞宮)을 짓고 양옥환을 다시 이곳을 관리하는 여관(女冠)으로서 불러들였다. 이때 양옥환은 22세, 이융기는 57세였다.
745년 양옥환이 27세에 귀비가 되면서, 당은 서서히 끝자락을 달리게 된다. 이융기가 재위한 초기에는 개원의 치를 이룩할 정도로 어질게 정치했지만, 양옥환이 등장한 후 양옥환 일가의 전횡이 시작되면서, 당은 힘을 점점 잃게 된다. 양옥환의 세 오빠에게 모두 높은 벼슬을 주었고, 언니 세 명을 국부인에 책명할 정도로 이융기는 양옥환을 총애했다. 그중 양옥환의 사촌 오빠인 양소는 이융기에게 이름 ‘국충’을 하사받고 승상까지 올라 국정을 전횡한 인물로서 환관 고력사와 담합해 이융기를 정치에서 관심을 멀어지게 한다. 양옥환에게 셋째 언니인 괵국부인 양옥쟁이 있었는데, 미모가 아름다웠다. 이융기는 괵국부인을 보고 반해 양옥환에게 입궁시키라고 명하였는데, 양옥환은 질투해서이 명령을 거절했고, 사이가 점점 멀어지게 되어 이융기는 양옥환을 퇴궁하게 했는데, 고력사와 양국충이 두 사람을 화해하게끔 해서 두 사람은 사이가 다시 좋아졌다.

### 안사의 난과 최후
747년 절도사 안녹산이 등장해, 양옥환은 안녹산과 친해진다. 새로운 권력자의 등장에 위기를 느낀 양국충은 견제하는데, 이것은 안사의 난이 일어나, 당이 멸망하는 원인이 된다.
756년 지덕 원년 가서한은 안녹산에게 대패하면서 잡혔고 동관도 함락되었다. 이융기는 수도 장안을 빠져 나가, 촉(현 쓰촨성)으로 피난했고, 양옥환 및 양국충, 고력사, 이형(李亨)도 동행했다.
756년 7월 15일 섬서성 마외(馬嵬)에 이르러, 전란 원인이 된 양국충을 증오하던 진현례(陳玄禮)와 병사들은 양국충과 국부인들을 처형했으며, 현종에게 ‘도적의 근본’인 양옥환을 죽이라고 요구했다. 현종은 “양옥환은 심궁에 있었고 양국충의 모반과 무관하다”라고 옹호했지만, 고력사의 진언에 따라 양옥환에게 사세부득이 자살을 명했다. 고력사에 의해 양옥환은 목매달아 죽었다.
이융기는 양옥환을 안장하고 장안에 돌아간 후 이장을 명했지만, 예부시랑 이규가 반대해서 뜻을 이루지 못했으나, 이융기는 내시에게 은밀히 이장을 명했다.

### 기타
양귀비의 신장은 165cm이고 체중은 60~65kg의 건강한 체형이었다 한다.

### 가족 관계
- 남편: 당 현종
  - 양자: 안록산
    - 양손녀: 안비
- 언니: 한국부인 양옥패
- 언니: 괵국부인 양옥쟁
- 언니: 진국부인 양옥차

## 같이 보기
- 장한가